# 24105 Broughton
24105 Broughton è un asteroide della fascia principale. Scoperto nel 1999, presenta un'orbita caratterizzata da un semiasse maggiore pari a 2,3412123 UA e da un'eccentricità di 0,0412721, inclinata di 7,35554° rispetto all'eclittica.
L'asteroide è dedicato all'astronomo amatoriale australiano John Broughton.